# Ukrán Felszabadítási Hadsereg
Az Ukrán Felszabadítási Hadsereg (ukránul: Українське Визвольне Військо, németül: Ukrainische Befreiungsarmee, oroszul: Украинская освободительная армия) a második világháborúban a német Wehrmacht oldalán harcoló katonai alakulat, amelyet a szovjet részről átállt ukránok alkottak. A tömeges átállások a németek oldalára már a Barbarossa hadművelet megkezdésekor elkezdődtek, de magát a hadseregcsoportot csak 1943. február 10-én alakították ki és nem minden német oldalon harcoló ukrán szolgált benne, viszont a létszáma így is igen jelentős volt.
Annak ellenére, hogy a Harmadik Birodalom véres terrort és kegyetlen vérengzéseket művelt a megszállt szovjet területeken, még így is szovjetek százezrei csatlakoztak a németekhez Sztálin rémuralma miatt. Ukrajnában, az 1930-as években, a sztálini diktatúra szándékosan idézett elő éhínséget, amely milliók halálához vezetett és vélhetően ukránellenes etnikai célzata volt.
Az Ukrán Felszabadítási Hadsereg a már korábban létrejött ukrán Wehrmacht-alakulatokat tömörítette. A felszabadítási hadsereg megnevezést viszont már önmagukra nézve 1941 óta használták (nem hivatalos jelleggel) ezek a harcoló egységek. Sokan végig kitartottak a németek mellett. 1945 áprilisában maradékaikból létrehozták az ún. Ukrán Nemzeti Hadsereg-et, amely a májusi német kapitulációig fennállt.
Néhány ukrán zászlóaljat a németek Franciaországba küldtek, ahol azok átálltak a Francia ellenállás mellé. Két ilyen zászlóaljat a franciák 1944-ben beintegráltak a Francia Idegenlégióba.

## Létszám és összetétel
Német becslések szerint 180-300 ezer ukrán állt az oldalukra a szovjetek elleni háború során, akik különböző hadseregcsoportokban, szétszórtan szolgáltak, ezért javasolták a németek oldalán harcoló ukrán főtisztek az egységesítésüket egy külön formációba. A kezdeményezők Vaszil Fedorovics Csabanyivszkij és Volodimir Olekszandrovics Szavcsenko-Bilszkij voltak.
A németek segítő ukránok többsége Nyugat-Ukrajnából (részben az egykori Galíciából) származott, amely hajdan az Osztrák–Magyar Monarchia részét alkotta. Itt a németek több engedményt tettek a lakosságnak, akik őket felszabadítóknak tekintették Sztálin rémuralma alól. Kelet-Ukrajnában viszont nem voltak ilyen engedékenyek, ezért ott jóval erősebb volt az ellenállás a megszállókkal.[forrás?]
Kelet-Ukrajnában, amikor a szovjetek 1943 februárja és márciusa között visszafoglalták a területet a németektől, a hatóságok súlyos atrocitásokat műveltek Harkovban és vidékén, alaptalanul árulással vádolva a lakosságot. Ezért, amikor a Wehrmacht megint elfoglalta a területet májusban, sokan itt is csatlakoztak a felszabadítási hadsereghez.
Bizonyos ukrán nemzetiségű szovjet hadifoglyok a szabadulás és a németeknél tapasztalható jobb életkörülmények reményében álltak át.
1944-ig 50 ezer ukrán sikerült a felszabadítási hadsereg soraiba rendezni. 1945-re a szám 80 ezerre nőtt. A kollaboráns haderő parancsnoka Mihajlo Omeljanovics-Pavlenko volt.
A háborús veszteségek nyomán a haderő átszervezést igényelt és létrehozták helyette az Ukrán Nemzeti Hadsereget, melynek vezetője Pavlo Sandruk és Petro Gyacsenko voltak. Valamennyi egységét az SS alá helyezték, teljes létszámuk 22 ezer főre rúgott. Megjegyzendő, hogy még ekkor is összesen 220 ezer ukrán harcolt a németek mellett, a szovjet Vörös Hadsereg ellen, azaz többségük a nemzeti hadsereg sorain kívül, más Wehrmacht hadosztályokban.[forrás?]
A nyugatnak visszavonuló ukrán csapatok az amerikai-brit csapatoknak adták meg magukat az ausztriai Tamswegben és Radstadtban.
Hitler mélységesen bizalmatlan volt az átállt szovjetekből létrehozott egységekkel szemben, ezért a hadihelyzet kedvezőtlen alakulása miatt elrendelte több egység kivezénylését Nyugat-Európába. Az ukránokat rendszerint azzal hitegették, hogy az átcsoportosítás ideiglenes lesz, valamint olyan magyarázatokat hoztak fel, hogy Ukrajna sorsa is Nyugaton fog eldőlni, mert a két front szorosan összefügg. Az ukránok azonban rendkívül csalódottak lettek, hogy nem harcolhatnak saját országuk területén annak szabadságáért, mivel számukra a sztálini Szovjetunió volt az egyedüli ellenség.

## Lásd még
- Orosz Felszabadítási Hadsereg